# وینچنزو پیکاردی
وینچنزو پیکاردی (انگلیسی: Vincenzo Picardi؛ زادهٔ ۲۰ اکتبر ۱۹۸۳) بوکسور اهل ایتالیا است.